# Mathematik im Alten Ägypten

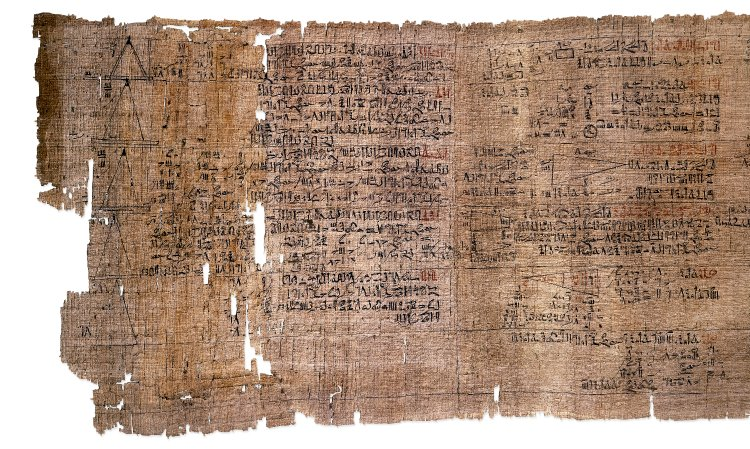
Mathematisches Papyrus Rhind

Mathematik im Alten Ägypten bezieht sich auf die Geschichte und Anwendung der täglichen Berechnungsformeln.

## Überblick
Die früheren Annahmen, dass sich die altägyptische Mathematik erst sehr spät entwickelte, sind heute nicht mehr haltbar. Nahezu gleichzeitig mit den ältesten Schriften in Mesopotamien und Vorderasien entstand etwa um 3000 v. Chr. in Ägypten die Hieroglyphenschrift aus der Notwendigkeit heraus, mit dem Entstehen des Zentralstaates den Anforderungen an das Festhalten von Vorgängen in Verwaltung und Wirtschaft durch Aufzeichnungen gerecht werden zu können. Damit entstanden auch die Zeichen für Zahlen und es begann sich die Mathematik zu entwickeln. Bereits im ausgehenden 4. Jt. v. Chr. besaßen die Ägypter mathematische Kenntnisse und Methoden zur Bewältigung täglicher Anforderungen, welche die quantitativen Verhältnisse und räumlichen Beziehungen in der objektiven Realität betrafen. So sind zugleich mit den ersten Belegen für die Benutzung der Hieroglyphenschrift auch die ersten Zahlenzeichen nachweisbar. Nach der Reichseinigung wurden etwa bis zur 3. Dynastie aufgrund der Anforderungen der Staatsverwaltung die für die ägyptische Mathematik erforderlichen Entdeckungen gemacht und die entsprechenden Rechenverfahren bildeten sich heraus. Später erfolgten nur noch Verfeinerungen.
Ohne mathematische Kenntnisse wäre der Pyramidenbau ab ca. 2650 v. Chr. nicht möglich gewesen. Die exakt berechneten Pyramiden sind ein deutliches Anzeichen für die weitreichenden mathematischen Kenntnisse im Alten Ägypten. Ägyptische Zahlen beruhten, wie römische Zahlen, auf einem additiven System, das für die Null kein eigenes Zeichen und keine Positionswertbeschreibung kannte. Neben Addition und Subtraktion waren auch Stammbrüche und das Lösen von Gleichungen mit einer Variablen bekannt. Auch für die Multiplikation und Division haben die alten Ägypter Verfahren gekannt, wie Rechenaufgaben des Papyrus Rhind zeigen.
Im Gegensatz zu Funden derselben Epoche aus Mesopotamien sind aus Ägypten aus dem Alten Reich nur wenige mathematische Berechnungen belegt. So ist in einer Grabinschrift aus dem Grab des Metjen in Saqqara aus der Übergangszeit von der dritten zur vierten Dynastie die Berechnung der Fläche eines Rechtecks überliefert. Gefundene Zahlen in Tempeln und auf Steindenkmälern geben jedoch wenig Einblick in die vorgenommenen Rechenarten. Gründe liegen in der umständlichen und mühsamen Schreibung von mathematischen Gleichungen auf nicht geeignetem Untergrund. Mit Einführung der Papyri erweitern sich ab der zweiten Hälfte des Mittleren Reiches die Befunde für mathematische Nachweise.

## Zahlen
Die Ägypter verwendeten das Dezimalsystem, im Gegensatz zu den Babyloniern, die mit dem Sexagesimalsystem (Basis 60) rechneten. Sie hatten allerdings kein Positionssystem, sondern schrieben die Zahlzeichen additiv nebeneinander. Für die Zahl 1 zogen sie einen senkrechten Strich und bis zur Zahl 9 wurde der Strich neunmal geschrieben. Beim zehnfachen nahm man das nächsthöhere Zeichen und wendete dieselbe Methode nochmal an.
Für den praktischen Gebrauch wurden nicht mehr als sieben verschiedene Hieroglyphenzeichen benötigt. Auch ein Symbol für die Null gab es. Im Hieroglyphensystem findet keine Stellennull Verwendung. Das Zeichen war nötig um Ergebnisse (Kontenbilanz) oder einen Bezugspunkt anzugeben (Bau).
| F35 |

| F35 |

| Z1 |

| Z1 |

| V20 |

| V20 |

| V1 |

| V1 |

| M12 |

| M12 |

| D50 |

| D50 |

| I8 |

| I8 |

| C11 |

| C11 |

Für die Bruchrechnung wurde eine eigene Schreibweise verwendet, die auf der Addition von Stammbrüchen beruhte. So wurde der Bruch {\displaystyle {\tfrac {4}{15}}} z. B. als {\displaystyle {\tfrac {1}{5}}+{\tfrac {1}{15}}} dargestellt. Die Bildung von ägyptischen Brüchen beruht auf drei einfachen Grundregeln:
1. Finden des größten Stammbruches, der in dem gegebenen Bruch enthalten ist.
2. Bilden der Differenz dieser beiden Brüche.
3. Solange Schritt 1 und 2 für die Differenz wiederholen, bis der Rest ein Stammbruch ist.

| r |

| r |

| Aa13 |

| Aa13 |

| D21 · Z1 |

| D21 · Z1 |

| D22 |

| D22 |

| Z9 |

| Z9 |

| D23 |

| D23 |

Die Zahlendarstellung auch mit zusammengesetzten Brüchen ermöglichte viele Teilungsmöglichkeiten und so auch die Darstellung kleiner Maßeinheiten und Winkelunterschiede. Die mit der damaligen Rechentechnik gefundenen Lösungen sind bewundernswert.

## Grundrechenarten

### Multiplikation
Auch wenn das Verfahren für uns heute fremd ist, kannten die alten Ägypter eine Methode, um schriftlich zu multiplizieren. Sie nutzen dabei die Eigenschaft aus, dass jeder Multiplikator als Summe von 2er Potenzen dargestellt werden kann.
Bsp. 13 * 12 = 156 rechneten die alten Ägypter wie folgt:
```
13 * 12       Unter den Multiplikator wird eine 1 geschrieben,
 1   12 /     der Multiplikand unverändert daneben. Dann werden
 2   24       beide Zahlen verdoppelt, bis der Multiplikator
 4   48 /     (in diesem Fall 13) zusammen addiert werden kann.
 8   96 /     (Hier: 8+4+1=13) Addiert man die rechten Zahlen derselben
+______       Zeilen so erhält man das Ergebnis (Hier: 12+48+96=156)
 13  156
```

### Division
Ganz ähnlich funktioniert auch die Division.
Bsp. 143 : 11 = 13 
Die alten Ägypter machten daraus folgende Aufgabe: Rechne mit 11 bis du 143 findest (→ Umgekehrte Multiplikation)
```
143 : 11       Unter den 
Dividend
 wird die 1 geschrieben, der
  1   11 /     
Divisor
 unverändert daneben.
  2   22       Diesmal muss jedoch sooft verdoppelt werden, bis auf der
  4   44 /     rechten Seite die Zahl des Dividenden zusammen addiert
  8   88 /     werden kann. (Hier: 11+44+88=143) Addiert man die linken
 +______       Zahlen der entsprechenden Zeilen, erhält man das Ergebnis.
 13  143       (Hier: 1+4+8=13)
```

## Algebra
Neben einfachen arithmetischen Rechenaufgaben bilden solche mit „Verteilen“ von Waren, Lebensmitteln, Bier, Futter etc. an eine bestimmte Zahl von Menschen bzw. Tieren die am häufigsten auftretenden Themenstellungen. So wird in Aufgabe 5 des Papyrus Rhind nach einer Verteilung von 8 Broten auf 10 Personen gefragt.

## Geometrie
Durch die alljährlich sich wiederholende Nilschwemme und die dadurch verursachte Verwischung der Feldbegrenzungen durch den abgelagerten Nilschlamm sowie den Zwang zur Neueinteilung der Felder nach Ablaufen der Flut waren die alten Ägypter zur Vermeidung endloser Bodeneigentums- und Bodennutzungsstreitigkeiten darauf angewiesen, planimetrische Berechnungen der Flächeninhalte von Dreiecken, Rechtecken und Trapezen zu entwickeln. Durch diese Praxisbezogenheit spielte die Geometrie eine wesentlich größere Rolle als die Arithmetik. Die mathematischen Kenntnisse beruhten nahezu ausschließlich auf Erfahrungswerten. Es wurden nicht irgendwelche abstrakten Figuren, sondern dreieckige oder quadratische Felder berechnet. Den Ägyptern ging es nicht um mathematische Beweise, sondern immer nur um Rechenvorschriften, um „Rechenrezepte“ mit mehr oder weniger guten Näherungswerten als Ergebnis. Die Entwicklung der Geometrie war eng mit den Bedürfnissen der Praxis verknüpft und an den Erforderungen der Feldeinteilung und -vermessung, der Architektur und des Bauwesens sowie an der Messung von Rauminhalten orientiert.
Sesostris I. entwarf das Modell des Nilometers.
Hinsichtlich der Erbauung von Grabpyramiden entwickelten sie im Laufe der Zeit die Berechnung der Grundfläche, des Mantels, des Volumens eines quadratischen Pyramidenstumpfs durch {\displaystyle V=(a^{2}+ab+b^{2})(h/3)}. Bei den Pyramiden gab es auch Spekulationen über die Rolle von Pi (Cheopspyramide) oder dem goldenen Schnitt bei deren Konstruktion oder der Verwendung pythagoreischer Tripel. Der Näherungswert (16/9)² für die Kreiszahl π (pi) wurde bei der Berechnung der Kreisfläche angewendet, so im Papyrus Rhind (Problem 48). Auch im älteren Moskauer Papyrus gibt es eine Stelle (Problem 10), wo dieser Wert in der Berechnungsvorschrift für eine gekrümmte Oberfläche verwendet wird, doch ist deren Interpretation unsicher.

## Bedeutung der ägyptischen Mathematik im Altertum
Die ägyptische Mathematik und Rechentechnik haben einen beachtlichen Einfluss auf die Herausbildung einer mathematischen Wissenschaft in der griechischen Welt ausgeübt. Sie wurden von den griechischen Historikern hoch gerühmt und als Quelle ihrer eigenen Kenntnisse betrachtet. Bereits Herodot berichtete im 5. Jh. v. Chr., dass die Griechen die Geometrie von den Ägyptern und die Arithmetik von den Babylonern erlernten. Auch Platon sprach im 4. Jh. v. Chr. nach einem monatelangen Aufenthalt in Heliopolis von den mathematischen Kenntnissen im damaligen Ägypten voller Hochachtung.